# Episodi di Maya
La prima e unica stagione della serie televisiva Maya è andata in onda negli Stati Uniti dal 16 settembre 1967 al 10 febbraio 1968 sulla NBC.
| nº | Titolo originale                     | Prima TV USA      | Titolo italiano | Prima TV Italia |
| -- | ------------------------------------ | ----------------- | --------------- | --------------- |
| 1  | Blood of the Tiger                   | 16 settembre 1967 |                 |                 |
| 2  | The Allapur Conspiracy               | 23 settembre 1967 |                 |                 |
| 3  | Tiger Boy                            | 7 ottobre 1967    |                 |                 |
| 4  | The Caper of the Golden Roe          | 14 ottobre 1967   |                 |                 |
| 5  | Twilight of Empire                   | 21 ottobre 1967   |                 |                 |
| 6  | Will the Real Prince Please Get Lost | 28 ottobre 1967   |                 |                 |
| 7  | The Demon of Kalameni                | 4 novembre 1967   |                 |                 |
| 8  | The Khandur Uprising                 | 18 novembre 1967  |                 |                 |
| 9  | A Bus for Ramabad                    | 25 novembre 1967  |                 |                 |
| 10 | The Root of Evil                     | 2 dicembre 1967   |                 |                 |
| 11 | Deadly Passage                       | 9 dicembre 1967   |                 |                 |
| 12 | Natira                               | 23 dicembre 1967  |                 |                 |
| 13 | Mirrcan's Magic Circus               | 6 gennaio 1968    |                 |                 |
| 14 | The Son of Gammu Ghat                | 13 gennaio 1968   |                 |                 |
| 15 | The Treasure Temple                  | 20 gennaio 1968   |                 |                 |
| 16 | The Ranson of Raji                   | 27 gennaio 1968   |                 |                 |
| 17 | The Witness                          | 3 febbraio 1968   |                 |                 |
| 18 | The Legend of Whitney Markham        | 10 febbraio 1968  |                 |                 |

## Blood of the Tiger
- Prima televisiva: 16 settembre 1967

### Trama
- Guest star: Tony North (American Consul), Ursula Prince (Laura Hayworth), Jai Raj (Prince)

## The Allapur Conspiracy
- Prima televisiva: 23 settembre 1967

### Trama
- Guest star: Iftekhar (Jank Bahadur), Faryal (Nevidita), Akashdeep (Harvant), Zul Vellani (Puttu)

## Tiger Boy
- Prima televisiva: 7 ottobre 1967

### Trama
- Guest star: Shahīd (Kuma)

## The Caper of the Golden Roe
- Prima televisiva: 14 ottobre 1967

### Trama
- Guest star: Sudesh Issar (Markand), Iftekhar (Pran), Uma Dutt (Faiz), Jagdev (Raka)

## Twilight of Empire
- Prima televisiva: 21 ottobre 1967

### Trama
- Guest star: Tarun Bose (Thapa), Fred Beir (Joe), Ivor Barry (colonnello Meredith), Prem Nath (Ram Singhm)

## Will the Real Prince Please Get Lost
- Prima televisiva: 28 ottobre 1967

### Trama
- Guest star: Manmohan Krishna (Udal), Zul Vellani (Krishna)

## The Demon of Kalameni
- Prima televisiva: 4 novembre 1967

### Trama
- Guest star: Gajanan Jagirdar (Chanru), M.A. Latif (Kuja), Neelam (Indira)

## The Khandur Uprising
- Prima televisiva: 18 novembre 1967

### Trama
- Guest star: Chanda, Satyadev Dubey (nativo), Oliver McGowan (maggiore Walker), S.P. Sinha (Khandur)

## A Bus for Ramabad
- Prima televisiva: 25 novembre 1967

### Trama
- Guest star: I.S. Johar (Akbar), Merchant Mubarak (Chundar)

## The Root of Evil
- Prima televisiva: 2 dicembre 1967

### Trama
- Guest star: Krishnakant (Guleb), Prem Nath (Amirchand), Bimal Raj (Bir)

## Deadly Passage
- Prima televisiva: 9 dicembre 1967

### Trama
- Guest star: Gajanan Jagirdar (Wahid), Nehemiah Persoff (Lansing)

## Natira
- Prima televisiva: 23 dicembre 1967

### Trama
- Guest star: Salome Aaron (Natira), P. Jairaj (Maharajah), I.S. Johar (Lal)

## Mirrcan's Magic Circus
- Prima televisiva: 6 gennaio 1968

### Trama
- Guest star: Milton Chang (Strongman), David Opatoshu (Mirrcan), Tun-Tun (Clown)

## The Son of Gammu Ghat
- Prima televisiva: 13 gennaio 1968

### Trama
- Guest star: Mahesh Desai, Manher Desai, Sachin Sharad

## The Treasure Temple
- Prima televisiva: 20 gennaio 1968

### Trama
- Guest star: Karan Dewan (Divan), P. Jairaj (Kana), Michael Pate (Matt Collins), Bimal Raj (Ang)

## The Ranson of Raji
- Prima televisiva: 27 gennaio 1968

### Trama
- Guest star:

## The Witness
- Prima televisiva: 3 febbraio 1968

### Trama
- Guest star:

## The Legend of Whitney Markham
- Prima televisiva: 10 febbraio 1968

### Trama
- Guest star: E.J. André (dottor Whitney Markham), Mort Mills (Frank Sanders)